# ستیغ تهیگاهی
سِتیغ تهیگاهی  یا ستیغ خاصِره‌ای یا ایلیاک کرست (انگلیسی: Iliac crest) به سطح فوقانی بال‌های استخوان تهیگاهی گفته می‌شود. این بخش از خار تهیگاهی بالایی پیشین (ASIS) تا خار تهیگاهی بالایی پسین (PSIS) امتداد دارد.
بیشتر عضلات دیوارهٔ پیشین (قُدامی) بیرونی شکم مانند ماهیچه مایل درونی شکم، ماهیچه مایل بیرونی شکم و ماهیچه عرضی شکمی و سایر عضلات مانند ماهیچه پشتی بزرگ به این قسمت متصل هستند.
ستیغ خاصره‌ای در تمامی طولش در حاشیه پایینی کمر لمس می‌شود و بالاترین نقطه آن در سطح مهره چهارم کمری (L4) قرار گرفته و حدود ۵–۴ سانتی‌متر از پایین‌ترین قسمت حاشیه دنده‌ای فاصله دارد.